# 양화풍
양화풍(楊和豐)은 대의녕의 황제 양간정, 양조의 아버지이다. 시호는 선덕왕(宣德王)이다.
천심탑(千尋塔)의 진장일존(珍藏一尊) 동상에 양화풍을 위한 명문이 있는데, 동상의 높이는 약 50cm이고 배면에 해서로 세 행에 걸쳐 "탄작(坦綽) 양화풍(楊和豐) / 칭선덕(稱宣德 / 대왕(大王)"이라고 쓰여 있다. 탄작(坦綽)은 남조의 청평관(淸平官)이다. 현재 윈난성 박물관에 소장되어 있다.